# Betreuungsschlüssel

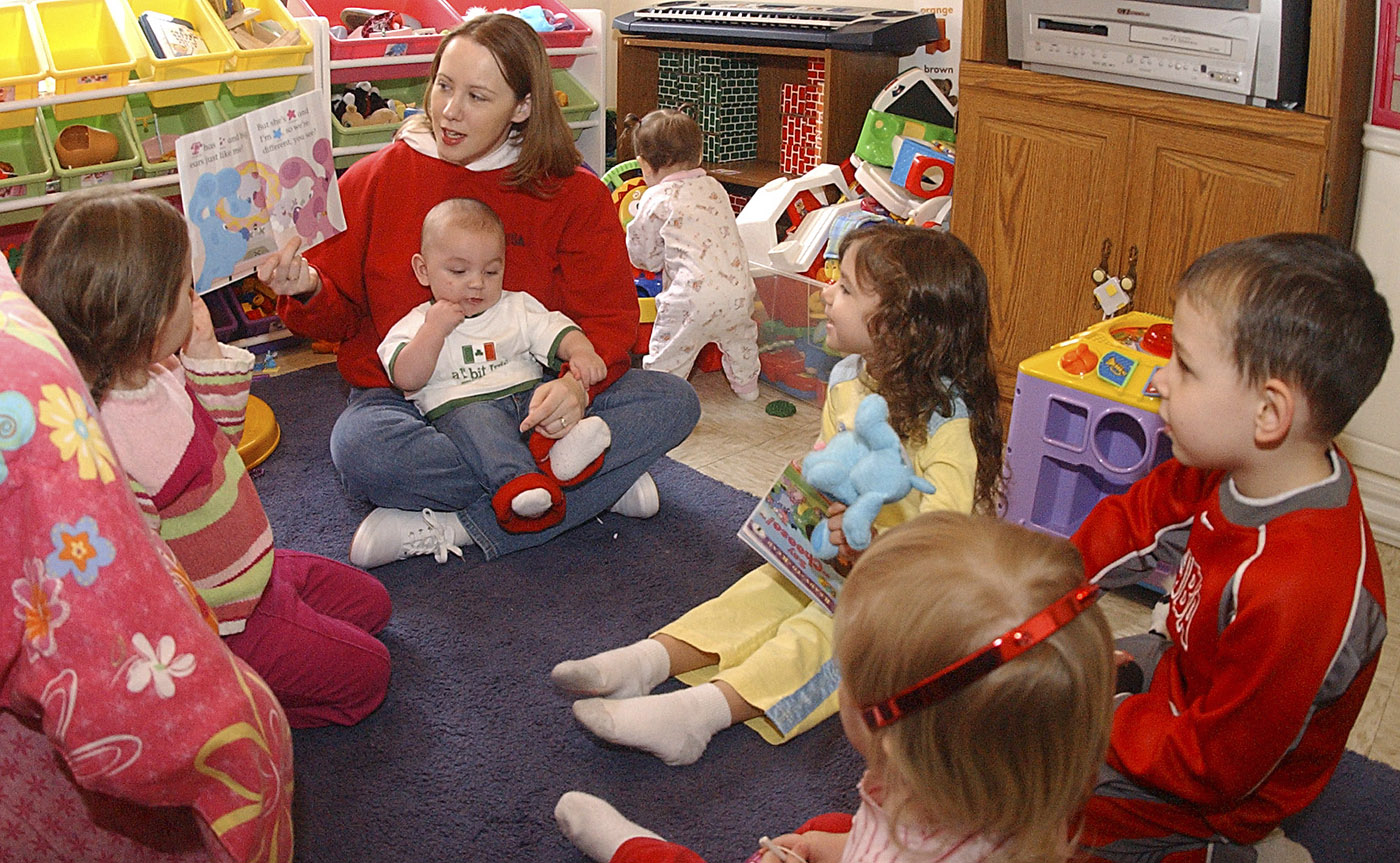
Kinderbetreuung

Der Betreuungsschlüssel oder Personalschlüssel ist im Bereich der Kinderbetreuung oder Sozialarbeit eine Angabe der Anzahl der Personen, die für die Betreuung anderer Personen zur Verfügung stehen. Er wird meist als Zahlenverhältnis (1 : n) angegeben, um anzuzeigen, dass für n betreute Personen im Mittel eine Betreuungsperson bereitsteht.
Im Bereich der Pflege wird das entsprechende Zahlenverhältnis als Pflegeschlüssel bezeichnet, in anderen Tätigkeitsbereichen als Personenschlüssel oder Personalschlüssel. In Bezug auf die Schule spricht man von der Klassengröße.
Bei den Vorgaben zum Betreuungsschlüssel spielt stets auch die Qualifikation der Betreuer eine entscheidende Rolle.

## Kinderbetreuung

### Vorgaben
| Ort                    | Altersgruppe        | Art      | Vorgabe                           | Datum Quelle                    |
| ---------------------- | ------------------- | -------- | --------------------------------- | ------------------------------- |
| Berlin                 | 3 bis Schuleintritt | Ganztags | 1 : 9                             | 13. Juni 2013                   |
| Berlin                 | 2 bis 3             | Ganztags | 1 : 6                             | 13. Juni 2013                   |
| Berlin                 | Grundschulalter     | Hort     | 1 : 22                            | 13. Juni 2013                   |
| Bremen                 | Krippe              |          | 1 : 3,1                           | 4. Juli 2013                    |
| Hessen                 | unter 3             |          | 0,2 = 2 : 10                      | KiföG 2013                      |
| Hessen                 | 3 bis Schuleintritt |          | 0,07 = 1,75 : 25                  | KiföG 2013                      |
| Mecklenburg-Vorpommern | unter 3             |          | 1 : 6                             | KiföG M-V                       |
| Mecklenburg-Vorpommern | 3 bis Schuleintritt |          | 1 : 15                            | KiföG M-V                       |
| Mecklenburg-Vorpommern | Grundschulalter     |          | 1 : 22                            | KiföG M-V                       |
| Nordrhein-Westfalen    | 2 bis Schuleintritt |          | 2 : 20                            | KiBiz NRW                       |
| Nordrhein-Westfalen    | unter 3             |          | 2 : 10                            | KiBiz NRW                       |
| Nordrhein-Westfalen    | ab 3                |          | 1 : 25 sowie eine Ergänzungskraft | KiBiz NRW                       |
| Sachsen-Anhalt         | unter 3             |          | 0,18                              | KiföG Sn-Anh. (ab 1. Aug. 2015) |
| Sachsen-Anhalt         | ab 3                |          | 0,08 = 2 : 25                     | 4. KiföG Sn-Anh.                |
| Sachsen                | Krippe              |          | 1 : 5                             | 7. Januar 2016 § 12 SächsKitaG  |
| Sachsen                | 3 bis 6             |          | 1 : 12                            | 7. Januar 2016 § 12 SächsKitaG  |
| Sachsen                | Hort                |          | 0,9 : 20 (1 : 22)                 | 7. Januar 2016 § 12 SächsKitaG  |

Neben dem Betreuungsschlüssel ist die Fachkraft-Kind-Relation, die Gruppengröße und die Qualifikation des Personals („eisernes Dreieck der Strukturqualität“ nach Susanne Viernickel) wichtig für die Qualität der Kinderbetreuung. Dazu kann beispielsweise vorgegeben sein, dass für eine bestimmte Anzahl von Kindern eine vorgegebene Zahl von Personen mit bestimmtem Ausbildungsniveau beschäftigt sein sollen, etwa teils als Erzieher ausgebildet, teils als Kinderpfleger oder beispielsweise in einem Praktikums- oder Ausbildungsverhältnis stehend oder ein freiwilliges soziales Jahr absolvierend. Innerhalb Deutschlands variieren die Vorgaben zu Betreuungsschlüsseln zwischen den Bundesländern sehr stark. Zeitanteile für Vertretung bei Krankheit, Urlaub und Fortbildung sowie Leitungstätigkeit und mittelbare pädagogische Arbeit (Vor- und Nachbereitung, Elterngespräche, Teamsitzungen und mehr) werden sehr unterschiedlich oder gar nicht vorgegeben.
Für die Definition dieser Vorgaben werden folgende Methoden herangezogen:
- Gruppenbezogene Anzahl von Fachkräften
- Kindbezogene Fachkraft-Kind-Relation

Bei der gruppenbezogenen Definition, wie sie beispielsweise in Nordrhein-Westfalen gilt, wird eine Anzahl von Fachkräften vorgegeben, die eine Gruppe mit vorgegebener Mindest- und Höchstzahl an Kindern betreut. Daraus ergeben sich rechnerisch die Fachkraftstunden.
Bei der kindbezogenen Definition, wie sie beispielsweise in Sachsen-Anhalt gilt, wird das rechnerische Verhältnis von Fachkraftstunden pro zu betreuendem Kind festgelegt. Die rechnerisch ermittelten Fachkraftstunden sind dadurch abhängig von der Anzahl der Kinder.
Welche Methode als die fachlich geeignetere anzusehen ist, ist politisch sehr umstritten. So war die Umstellung von der gruppenorientierten Mindestverordnung zum kindbezogenen HessKiföG in Hessen im Jahre 2013 von heftigen Kontroversen und öffentlichen Demonstrationen von Eltern und Erziehern begleitet.
Der Berufsverband der Kinder- und Jugendärzte (BVKJ) stellte im März 2009 fest, dass die aktuellen Betreuungsschlüssel in deutschen Kindertagesstätten nicht mehr internationalen Standards entsprächen. So sollte die Gruppengröße bei unter Dreijährigen auf maximal zwölf Kinder begrenzt sein; innerhalb dieser Gruppengröße sei für Säuglinge zwischen neun und zwölf Monaten ein Schlüssel von 1 : 2, für Kleinkinder von 12 bis 24 Monaten ein Schlüssel von 1 : 3 und von 24 bis 36 Monaten ein Schlüssel von 1 : 4 erforderlich.
Das Deutsche Kinderhilfswerk merkte in seinem Forderungskatalog zur Bekämpfung der Kinderarmut in Deutschland an: „Generell gibt es auf EU-Ebene bereits Richtzahlen für Gruppengrößen: Etwa soll bei Kleinkindern eine Erzieherin/ein Erzieher für fünf Kinder bis 2010 EU-weit die Regel sein. Maßstäbe, die etwa in Skandinavien schon heute die Regel sind.“
Die Mindeststandards der Europäischen Union
- Eine Fachkraft für 3 Kinder bis 1,5 Jahre
- Eine Fachkraft für 4 Kinder bis 3 Jahre
- Eine Fachkraft für 8 Kinder zwischen 3 Jahre und Schuleintritt

wurden auch in der Diskussion um das umstrittene hessische "Kinderförderungsgesetz" thematisiert, jedoch im Gesetz nicht umgesetzt.

### Statistik
| Land                   | unter 3 Jahre | 2 bis 8 Jahre |
| ---------------------- | ------------- | ------------- |
| Baden-Württemberg      | 3,0           | 6,5           |
| Bayern                 | 3,7           | 8,1           |
| Berlin                 | 5,2           | 7,9           |
| Brandenburg            | 5,3           | 9,4           |
| Bremen                 | 3,1           | 7,5           |
| Hamburg                | 4,3           | 7,6           |
| Hessen                 | 3,8           | 9,1           |
| Mecklenburg-Vorpommern | 5,9           | 12,3          |
| Niedersachsen          | 3,7           | 7,8           |
| Nordrhein-Westfalen    | 3,7           | 7,9           |
| Rheinland-Pfalz        | 3,7           | 7,8           |
| Saarland               | 3,7           | 9,6           |
| Sachsen                | 5,5           | 11,2          |
| Sachsen-Anhalt         | 5,6           | 10,1          |
| Schleswig-Holstein     | 3,6           | 7,5           |
| Thüringen              | 5,4           | 10,3          |
| Deutschland            | 4,1           | 8,2           |

Das Statistische Bundesamt definiert den Personalschlüssel nach einer standardisierten Berechnung von Vollzeitäquivalenten der betreuten Kinder (Vollzeitbetreuungsäquivalent) und der in der Kindertageseinrichtung pädagogisch tätigen Personen (Vollzeitbeschäftigungsäquivalent) für die verschiedenen Gruppenarten. Grundlage dafür sind Kindertageseinrichtungen mit fester Gruppenstruktur. Seit 1. März 2012 werden dafür die Betreuungszeiten der Kinder direkt als Dezimalzahl erfasst. Das bis 2011 verwendete Berechnungsverfahren mit Betreuungsmittelwert wurde wegen der damit verbundenen Ungenauigkeiten und Verzerrungen abgeschafft.
Einzelheiten zum Berechnungsverfahren werden im Artikel Personalschlüsselberechnung in Deutschland beschrieben, wo auch der Unterschied zur Fachkraft-Kind-Relation erläutert wird.
Nach der Statistik der Kinder- und Jugendhilfe (Stichtag 1. März 2020) wurde bundesweit ein mittlerer Betreuungsschlüssel von 1 : 8,2 in der Altersgruppe der 2- bis 8-jährigen Kinder und ein solcher von 1 : 4,1 in der Altersgruppe der unter 3-jährigen Kinder ermittelt. Die nebenstehende Tabelle zeigt die Situation in den einzelnen Bundesländern. Der Wert im europäischen Ausland entspricht ungefähr dem bundesweiten Schnitt. Einer Umfrage des VDKA zufolge beträgt der Betreuungsschlüssel in deutschen Kindergärten im europäischen Ausland 1 : 8,36.

### Kritik
Laut einer 2020 veröffentlichten qualitativen Studie der Fernuniversität in Hagen im Auftrag der Bertelsmann Stiftung kamen in Krippengruppen 4,2 Kinder auf eine Fachkraft und in Kindergartengruppen 8,8 Kinder auf eine Fachkraft. Während sich die Personalschlüssel langsam annähern, unterscheidet sich das Qualifikationsniveau des Personals nach wie vor stark. Bundesweit war der Personalschlüssel für rund 1,7 Millionen Kinder nicht kindgerecht. In Westdeutschland betraf dies 69 %, in Ostdeutschland 93 %. Zur Entlastung des Personals fordern die Autoren der Studie unter anderem mehr Hauswirtschafts- und Verwaltungskräfte.